# Henriette Grindatová

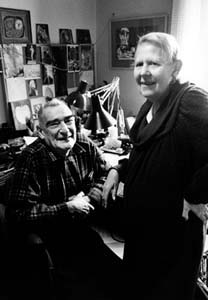
Henriette Grindatová a Albert-Edgar Yersin (1983) od Erlinga Mandelmanna.

Henriette Grindatová (nepřechýleně Henriette Grindat; 3. července 1923, Lausanne – 25. února 1986, tamtéž) byla švýcarská fotografka. Byla významnou autorkou, která svými díly přispívala do oblasti umělecké fotografie, která zaujala surrealistický přístup inspirovaný literárními trendy poválečných let.

## Životopis
Grindatová se narodila v Bielu a jako dítě trpěla poliomyelitidou. V důsledku toho maturovala na střední škole až v roce 1944. Poté studovala fotografii na škole Gertudy Fehrové, nejprve v Lausanne a později ve Vevey, kde získala diplom v roce 1948.
V roce 1948 Grindatová založila vlastní studio v Lausanne, přispívala do švýcarských novin a časopisů. Následující rok se přestěhovala do Paříže, kde pracovala pro mezinárodní časopisy a francouzská nakladatelství včetně Bordas, Arthaud a Le Seuil. Inspirována surrealistickým básníkem Lautréamontem, vystavovala v La Hune v Paříži a přitahovala pozornost André Bretona, Man Raye, René Chara a Alberta Camuse. Spolu s básníkem Charem a spisovatelem Camusem přispívala svými fotografiemi do knížky La postérité du soleil, která vyšla až v roce 1965, pět let po Camusově smrti. Po návratu do Švýcarska Grindatová obdržela federální granty a pokračovala ve vydávání Algérie (1956), Méditerranée (1957), Adriatique (1959) a Le Nil des sources à la mer, des pyramides aux barrages (1960). V 60. letech dokončila fotografické projekty ve Spojených státech, Španělsku, Rakousku, Islandu, Československu a Itálii, kde ji zaujaly zejména Benátky. Od začátku 70. let se její tvorba obrátila k lidskému tělu a fotografování aktů.
Dne 25. února 1986, krátce po smrti svého společníka Alberta Yersina, si Henriette Grindatová vzala život v Lausanne.

## Styl
Grindatová byla jednou z mála švýcarských fotografek své doby, která rozvinula umělecký přístup k fotografii. Její komplexní surrealistické obrazy byly často vytvářeny pomocí koláže, fotogramů nebo solarizace. Pod vlivem Camuse se živě zajímala o fotografování měst a krajin u moře, fascinována účinky světla a vody.

## Výstavy
Dílo umělkyně bylo za jejího života hojně vystavováno. Nedávné výstavy zahrnovaly:
- 2011: "Henriette Grindat: fotografie", Maison de la Photographie Robert Doisneau, Gentilly[1]
- 2010: "Henriette Grindat, Méditerranées", Musée historique de Lausanne
- 2008: "Henriette Grindat: Méditerranées", Fotostiftung Schweiz ve Winterthuru[2]